# 罪×10
『罪×10』（じゅうざい）は、山内泰延による日本のギャグ漫画。スクウェア・エニックスのウェブコミック配信サイト『ガンガンONLINE』にて、毎月第2・最終週更新で2013年8月29日更新分から2015年7月30日まで連載された。

## 登場人物
法月京子（ほうづききょうこ）
銀行員。魔法少女の一人。
銀行強盗
帽子、サングラス、マスクを着用している。
女ヶ澤 羽賀音（めがざわ はがね）
殺し屋。3姉妹の長女。魔法少女の一人。
江戸川（えどがわ）
標的。
芹奈（せりな）
女性警官。3姉妹の次女。
万引き娘
魔法少女の一人。
柴田すみれ（しばたすみれ）
万引き対策警備員。
大怪盗ロナルド
原井門善（はらいもんぜん）
講師。
小路（しょうじ）
内向的な少女。
刑事
床井竹子（とこいたけこ）
魔法少女の一人。
亀ヶ谷 明（かめがや あきら）
鶴井（つるい）
江戸川 松子（えどがわ まつこ）
ハイジャック犯
キャビンアテンダント
警察官
空手家
忍者
宇宙人
麻条市子（まじょういちこ）
魔法少女の一人。
妙杉（たえすぎ）
魔法少女の一人と思われる。
渡辺（わたなべ）
森本（もりもと）
広重（たえすぎ ひろしげ）
妙杉の息子。
食い逃げ犯
坊主頭で、サングラスをかけている。
鬼松（おにまつ）
メイド喫茶の店員。魔法少女の一人。
藤原江瑠（ふじわら える）
魔法少女。
柴田 狂平（しばた きょうへい）
女性をさらっては改造人間（魔法少女）にしてきたマッドサイエンティスト。
夜美（よみ）
柴田狂平の娘。
国税局査察部主任
3姉妹の三女。右目に眼帯をつけている。
当たり屋のシン
大道寺（だいどうじ）
結城（ゆうき）
雪乃（ゆきの）

## 単行本
- 山内泰延 『罪×10』 スクウェア・エニックス〈ガンガンコミックスONLINE〉、全4巻
  1. 2014年4月22日発売 ISBN 978-4-7575-4284-6
  2. 2014年10月22日発売 ISBN 978-4-7575-4447-5
  3. 2015年3月20日発売 ISBN 978-4-7575-4598-4
  4. 2015年10月22日発売 ISBN 978-4-7575-4761-2